# Liste des pièces de collection allemandes en euro
 (mars 2015).
Une pièce de collection allemande en euro est une pièce de monnaie libellée en euro et émise par l'Allemagne mais qui n'est pas destinée à circuler.  Elle est principalement destinée aux collectionneurs.
Cinq instituts monétaires sont chargés de la frappe des pièces de monnaie allemandes. Il s'agit de la Bayerisches Hauptmünzamt (D), la Hamburgische Münze (J), la Staatliche Münze Berlin (A), la Staatliche Münzen Baden-Württemberg (F pour celui de Stuttgart et G pour celui de Karlsruhe).

## Caractéristiques des pièces allemandes de collection
L'Allemagne émet chaque année de nombreuses pièces commémoratives dont celles de
| Valeur | Composition | Diamètre | Poids   |
| ------ | ----------- | -------- | ------- |
| 10 €   | Ag 925      | 32.5 mm  | 18.00 g |
| 10 €   | Ag 625      | 32.5 mm  | 16.00 g |
| 10 €   | CuNi        | 32.5 mm  | 14.00 g |
| 20 €   | Or 99,9 %   | 17.5 mm  | 3.89 g  |
| 100 €  | Or 99,9 %   | 28.0 mm  | 15.55 g |
| 200 €  | Or 99,9 %   | 32.5 mm  | 31.10 g |

## Nombre d'émissions par année
| Année                   | Nombre de pièces |    | Composition | Composition | Composition | Composition |       | Valeur faciale | Valeur faciale | Valeur faciale | Valeur faciale |
| Année                   | Nombre de pièces | Or | Argent 925  | Argent 625  | CuNi        | 200 €       | 100 € | 20 €           | 10 €           |                |                |
| ----------------------- | ---------------- | -- | ----------- | ----------- | ----------- | ----------- | ----- | -------------- | -------------- | -------------- | -------------- |
| 2002                    | 7                | 2  | 5           |             |             | 1           | 1     |                | 5              |                |                |
| 2003                    | 7                | 1  | 6           |             |             |             | 1     |                | 6              |                |                |
| 2004                    | 7                | 1  | 6           |             |             |             | 1     |                | 6              |                |                |
| 2005                    | 7                | 1  | 6           |             |             |             | 1     |                | 6              |                |                |
| 2006                    | 6                | 1  | 5           |             |             |             | 1     |                | 5              |                |                |
| 2007                    | 6                | 1  | 5           |             |             |             | 1     |                | 5              |                |                |
| 2008                    | 6                | 1  | 5           |             |             |             | 1     |                | 5              |                |                |
| 2009                    | 7                | 1  | 6           |             |             |             | 1     |                | 6              |                |                |
| 2010                    | 8                | 2  | 6           |             |             |             | 1     | 1              | 6              |                |                |
| 2011                    | 8                | 2  |             | 6           | 5           |             | 1     | 1              | 6              |                |                |
| 2012                    | 7                | 2  |             | 5           | 5           |             | 1     | 1              | 5              |                |                |
| Total                   | 76               | 15 | 50          | 11          | 10          | 1           | 11    | 3              | 61             |                |                |
| \| - Pièces frappées \| |                  |    |             |             |             |             |       |                |                |                |                |
| - Pièces frappées       |                  |    |             |             |             |             |       |                |                |                |                |

## Émissions en 2002
| Pièces de 10 € | Pièces de 10 € | Pièces de 10 € |                  |
| -------------- | --- | --- | ---------------- |
|                | | | Passage à l'euro |
|                | Avers | La silhouette du continent européen, avec les membres de l'UE en relief et le symbole de l'euro. Autour, la mention ÜBERGANG ZUR WÄHRUNGSUNION - EINFÜHRUNG DES EURO.                                   |                  |
| Revers         | L'aigle allemand, les douze étoiles de l'UE, la mention BUNDESREPUBLIK DEUTSCHLAND, la valeur faciale 10 EURO, le millésime 2002 et la marque de l'atelier F pour le Staatliche Münzen Baden-Württemberg de Munich.    | |                  |
| Artiste        | Erich Ott de Munich. | |                  |
| Tranche        | IM ZEICHEN DER EINIGUNG EUROPAS. | |                  |
|                | | Le centième anniversaire du métro allemand. |                  |
|                | Avers | Le symbole de l'U-Bahn avec des éléments historiques et modernes : le Oberbaumbrücke, utilisé par le premier métro allemand et un attelage moderne. Autour, la mention 100 JÄHRE U-BAHN IN DEUTSCHLAND. |                  |
| Revers         | L'aigle allemand, les douze étoiles de l'UE, la mention BUNDESREPUBLIK DEUTSCHLAND, la valeur faciale 10 EURO, le millésime 2002 et la marque de l'atelier F pour le Staatliche Münzen Baden-Württemberg de Munich.    | |                  |
| Tranche        | HISTORISCH UND ZUKUNFTSWEISEND. | |                  |
|                | | L'exposition d'art Documenta tenue à Cassel. |                  |
|                | Avers | La lettre d, logo de la première exposition documenta de 1955; ce logo a été repris pour chaque exposition. Les lignes symbolisent le flux de l'art et de la culture. Les textes DOCUMENTA et KASSEL.   |                  |
| Revers         | L'aigle allemand, les douze étoiles de l'UE, la mention BUNDESREPUBLIK DEUTSCHLAND, la valeur faciale 10 EURO, le millésime 2002 et la marque de l'atelier J pour le Hamburgische Münze de Hambourg.                   | |                  |
| Tranche        | Le mot ART - KUNST - ... dans différentes langues | |                  |
|                | | L'île des musées (Museumsinsel) de Berlin |                  |
|                | Avers | Une vue de l'ensemble architectural de l'île des Musées. Le nom de tous les musées complète la mention MUSEUMSINSEL et BERLIN.                                                                          |                  |
| Revers         | L'aigle allemand, les douze étoiles de l'UE, la mention BUNDESREPUBLIK DEUTSCHLAND, la valeur faciale 10 EURO, le millésime 2002 et la marque de l'atelier A pour le Staatliche Münze Berlin de Berlin.                | |                  |
| Tranche        | FREISTÄDTE FÜR KUNST UND WISSENSCHAFT | |                  |
|                | | Cinquantième anniversaire de la télévision allemande Deutsches Fernsehen |                  |
|                | Avers | Un écran de télévision avec la mention 50 JAHRE DEUTSCHES FERNSEHEN |                  |
| Revers         | L'aigle allemand, les douze étoiles de l'UE, la mention BUNDESREPUBLIK DEUTSCHLAND, la valeur faciale 10 EURO, le millésime 2002 et la marque de l'atelier G pour le Staatliche Münzen Baden-Württemberg de Karlsruhe. | |                  |
| Tranche        | INFORMATION - BILDUNG - UNTERHALTUNG | |                  |

| Pièce de 100 € | Pièce de 100 € | Pièce de 100 € |                  |
| -------------- | --- | --- | ---------------- |
|                | | | Passage à l'euro |
|                | Avers | Au centre le symbole de l'euro, au centre de douze étoiles et entouré des ponts repris sur les billets en euros avec la mention ÜBERGANG ZUR WÄHRUNGSUNION - EINFÜHRUNG DES EURO |                  |
| Revers         | L'aigle allemand, les douze étoiles de l'UE, la mention BUNDESREPUBLIK DEUTSCHLAND, la valeur faciale 100 EURO, le millésime 2002 et les marques des ateliers de frappe A D F G J. | |                  |
| Artiste        | le graveur allemand A.Z. Jezovsek, Neuberg | |                  |

| Pièce de 200 € | Pièce de 200 € | Pièce de 200 € |                  |
| -------------- | --- | --- | ---------------- |
|                | | | Passage à l'euro |
|                | Avers | Au centre le symbole de l'euro, au centre de douze étoiles et entouré des ponts repris sur les billets en euros avec la mention ÜBERGANG ZUR WÄHRUNGSUNION - EINFÜHRUNG DES EURO |                  |
| Revers         | L'aigle allemand, les douze étoiles de l'UE, la mention BUNDESREPUBLIK DEUTSCHLAND, la valeur faciale 100 EURO, le millésime 2002 et les marques des ateliers de frappe A D F G J. | |                  |
| Artiste        | le graveur allemand A.Z. Jezovsek, Neuberg | |                  |
| Tranche        | IM ZEICHEN DER EINIGUNG EUROPAS | |                  |

## Émissions en 2003
| Pièces de 10 € | Pièces de 10 € | Pièces de 10 € |                                                                                    |
| -------------- | --- | --- | ---------------------------------------------------------------------------------- |
|                | | | Centième anniversaire du musée des sciences et des techniques, le Deutsches Museum |
|                | Avers | Profil d'Oskar von Miller et différents éléments du musée, avec la mention 100 JAHRE DEUTSCHES MUSEUM MÜNCHEN. |                                                                                    |
| Revers         | L'aigle allemand, les douze étoiles de l'UE, la mention BUNDESREPUBLIK DEUTSCHLAND, la valeur faciale 10 EURO, le millésime 2003 et la marque de l'atelier D pour le Bayerisches Hauptmünzamt de Munich.               | |                                                                                    |
| Tranche        | SAMMELN - AUSSTELLEN - FORSCHEN - BILDEN. | |                                                                                    |
|                | | À l'occasion du 200e anniversaire de la naissance du chimiste Justus von Liebig |                                                                                    |
|                | Avers | le portrait de von Liebig avec des éléments reprenant des éléments importants de la chimie agricole, un épi de blé, son laboratoire, une partie du tableau périodique, avec la mention 200. GEBURTSTAG DES CHEMIKERS JUSTUS VON LIEBIG.                            |                                                                                    |
| Revers         | L'aigle allemand, les douze étoiles de l'UE, la mention BUNDESREPUBLIK DEUTSCHLAND, la valeur faciale 10 EURO, le millésime 2003 et la marque de l'atelier J pour le Hamburgische Münze de Hambourg.                   | |                                                                                    |
| Tranche        | FORSCHEN - LEHREN - ANWENDEN | |                                                                                    |
|                | | À l'occasion du cinquantième anniversaire du soulèvement populaire du 17 juin 1953. |                                                                                    |
|                | Avers | Des traces de chenilles de chars stylisées commémorent le soulèvement populaire du 17 juin; les slogans STREIK (grève), NIEDER MIT DEN NORMEN (assez des quotas), RÜCKTRITT DER REGIERUNG (le gouvernement dehors), DEMOKRATIE (démocratie) et FREIHEIT (liberté). |                                                                                    |
| Revers         | L'aigle allemand, les douze étoiles de l'UE, la mention BUNDESREPUBLIK DEUTSCHLAND, la valeur faciale 10 EURO, le millésime 2003 et la marque de l'atelier A pour le Staatliche Münze Berlin de Berlin.                | |                                                                                    |
| Tranche        | ERINNERUNG AN DEN VOLKSAUFSTAND IN DER DDR | |                                                                                    |
|                | | La Ruhr et le paysage industriel |                                                                                    |
|                | Avers | La diversité du passé et du présent, l'héritage du charbon et de l'acier et les industries de pointe, avec la mention INDUSTRIELANDSCHAFT RUHRGEBIET. |                                                                                    |
| Revers         | L'aigle allemand, les douze étoiles de l'UE, la mention BUNDESREPUBLIK DEUTSCHLAND, la valeur faciale 10 EURO, le millésime 2003 et la marque de l'atelier F pour le Staatliche Münzen Baden-Württemberg de Stuttgart. | |                                                                                    |
| Tranche        | RUHRPOTT KULTURLANDSCHAFT | |                                                                                    |
|                | | le 200e anniversaire de la naissance de l'architecte Gottfried Semper |                                                                                    |
|                | Avers | Le portrait de l'architecte Gottfried Semper avec le plan partiel du théâtre de Dresde (maintenant der heutigen Semperoper) et la structure du bâtiment, avec la mention 200. GEBURTSTAG DES BAUMEISTERS GOTTFRIED VON SEMPER.                                     |                                                                                    |
| Revers         | L'aigle allemand, les douze étoiles de l'UE, la mention BUNDESREPUBLIK DEUTSCHLAND, la valeur faciale 10 EURO, le millésime 2003 et la marque de l'atelier G pour le Staatliche Münzen Baden-Württemberg de Karlsruhe. | |                                                                                    |
| Tranche        | ARCHITEKT - FORSCHER - KOSMOPOLIT - DEMOKRAT | |                                                                                    |
|                | | Coupe du monde de football FIFA 2006 en Allemagne. |                                                                                    |
|                | Avers | Carte d'Allemagne dans un ballon de football, avec les légendes FIFA FUSSBALL - WELTMEISTERSCHAFT et DEUTSCHLAND 2006. |                                                                                    |
| Revers         | L'aigle allemand, les douze étoiles de l'UE, la mention BUNDESREPUBLIK DEUTSCHLAND, la valeur faciale 10 EURO et le millésime 2003                                                                                     | |                                                                                    |
| Tranche        | DIE WELT ZU GAST BEI FREUNDEN et la marque des cinq instituts d'émission A . D . F . G . J | |                                                                                    |

| Pièce de 100 € | Pièce de 100 € | Pièce de 100 €                                                                                      |                                                        |
| -------------- | --- | --------------------------------------------------------------------------------------------------- | ------------------------------------------------------ |
|                | | | Patrimoine culturel mondial de l'UNESCO – Quedlinburg. |
|                | Avers | Des monuments de la ville sur le sceau entouré de la mention UNESCO-WELTKULTURERBESTADT QUEDLINBURG |                                                        |
| Revers         | L'aigle allemand, les douze étoiles de l'UE, la mention BUNDESREPUBLIK DEUTSCHLAND, la valeur faciale 100 EURO, le millésime 2003 et les marques des ateliers de frappe A D F G J. | |                                                        |
| Artiste        | le graveur allemand Agatha Kill, Köln | |                                                        |

## Émissions en 2004
| Pièces de 10 € | Pièces de 10 € | Pièces de 10 € |                                                    |
| -------------- | --- | --- | -------------------------------------------------- |
|                | | | Coupe du monde de football FIFA 2006 en Allemagne. |
|                | Avers | Un ballon en orbite autour de la terre avec les légendes FIFA FUSSBALL - WELTMEISTERSCHAFT et DEUTSCHLAND 2006.                                                          |                                                    |
| Revers         | L'aigle allemand, les douze étoiles de l'UE, la mention BUNDESREPUBLIK DEUTSCHLAND, la valeur faciale 10 EURO et le millésime 2004.                                                                                    | |                                                    |
| Artiste        | les graveurs allemands Lucia Maria Hardegen (face) et Erich Ott (revers) | |                                                    |
| Tranche        | DIE WELT ZU GAST BEI FREUNDEN et les marques des ateliers de frappe A D F G J | |                                                    |
| Tirage         | 50 000 exemplaires | |                                                    |
|                | | Le Bauhaus de Dessau (école supérieure de design fondée en 1919) |                                                    |
|                | Avers | Des figures géométriques et la façade du Bauhaus avec les mots BAUHAUS et DESSAU                                                                                         |                                                    |
| Revers         | L'aigle allemand, les douze étoiles de l'UE, la mention BUNDESREPUBLIK DEUTSCHLAND, la valeur faciale 10 EURO, le millésime 2004 et la marque de l'atelier A pour le Staatliche Münze Berlin.                          | |                                                    |
| Artiste        | le graveur allemand Heinz Hoyer | |                                                    |
| Tranche        | KUNST • TECHNIK • LEHRE , (Art - Technologie - Éducation) | |                                                    |
|                | | Célébration de l'élargissement de l'Union européenne du 1er mai 2004 |                                                    |
|                | Avers | De façon concentrique et à partir du centre, le nom de tous les États de l'Union européenne avec leur date d'admission et la légende ERWEITERUNG DER EUROPÄISCHEN UNION. |                                                    |
| Revers         | L'aigle allemand, les douze étoiles de l'UE, la mention BUNDESREPUBLIK DEUTSCHLAND, la valeur faciale 10 EURO, le millésime 2004 et la marque de l'atelier G pour le Staatliche Münzen Baden-Württemberg de Karlsruhe. | |                                                    |
| Artiste        | le graveur allemand Aase Thorsen | |                                                    |
| Tranche        | FREUDE SCHÖNER GÖTTERFUNKEN, (Joie, belle étincelle des dieux) | |                                                    |
|                | | Le parc national de Wattenmeer du Land de Schleswig-Holstein |                                                    |
|                | Avers | Des oies prenant leur envol devant la carte géographique de la côte allemande avec la mention NATIONALPARKE WATTENMEER.                                                  |                                                    |
| Revers         | L'aigle allemand, les douze étoiles de l'UE, la mention BUNDESREPUBLIK DEUTSCHLAND, la valeur faciale 10 EURO, le millésime 2004 et la marque de l'atelier J pour le Hamburgische Münze.                               | |                                                    |
| Artiste        | le graveur allemand Dietrich Dorfstecher | |                                                    |
| Tranche        | MEERESGRUND TRIFFT HORIZONT , (L'océan rencontre l'horizon) | |                                                    |
|                | | Commémoration à l'occasion du 200e anniversaire de la naissance du poète Eduard Mörike                                                                                   |                                                    |
|                | Avers | Portrait du poète Eduard Mörike, avec la légende 200. GEBURTSTAG DES DICHTERS EDUARD MÖRIKE.                                                                             |                                                    |
| Revers         | L'aigle allemand, les douze étoiles de l'UE, la mention BUNDESREPUBLIK DEUTSCHLAND, la valeur faciale 10 EURO, le millésime 2004 et la marque de l'atelier F pour le Staatliche Münzen Baden-Württemberg de Stuttgart. | |                                                    |
| Artiste        | le graveur allemand Erich Ott de Munich. | |                                                    |
| Tranche        | OHNE DAS SCHÖNE • WAS SOLL DER GEWINN , (Que serions-nous sans la présence de la beauté ?) | |                                                    |
|                | | Le Columbus – La station spatiale internationale européenne ISS Laboratoire                                                                                              |                                                    |
|                | Avers | Représentation du laboratoire spatial Columbus devant la Terre, avec les légendes COLUMBUS - EUROPAS LABOR FÜR DIE INTERNATIONALE RAUMSTATION ISS.                       |                                                    |
| Revers         | L'aigle allemand, les douze étoiles de l'UE, la mention BUNDESREPUBLIK DEUTSCHLAND, la valeur faciale 10 EURO, le millésime 2004 et la marque de l'atelier D pour le Bayerisches Hauptmünzamt de Munich.               | |                                                    |
| Artiste        | le graveur Frantisek Chochola de Hambourg | |                                                    |
| Tranche        | RAUMFAHRT VERBINDET DIE WELT, (Le voyage dans l'espace unit le monde) | |                                                    |

| Pièce de 100 € | Pièce de 100 € | Pièce de 100 € |                                                       |
| -------------- | --- | --- | ----------------------------------------------------- |
|                | | | Le Patrimoine culturel mondial de l'UNESCO – Bamberg. |
|                | Avers | La cathédrale, le Michaelsberg et l'hôtel de ville de la ville de Bamberg avec les légendes UNESCO WELTKULTURERBESTADT BAMBERG. |                                                       |
| Revers         | L'aigle allemand, les douze étoiles de l'UE, la mention BUNDESREPUBLIK DEUTSCHLAND, la valeur faciale 100 EURO, le millésime 2004 et les marques des ateliers de frappe A D F G J. | |                                                       |
| Artiste        | le graveur professeur Ulrich Böhme | |                                                       |
| Tranche        | | |                                                       |

## Émissions en 2005
| Pièces de 10 € | Pièces de 10 € | Pièces de 10 € |                                                                                               |
| -------------- | --- | --- | --------------------------------------------------------------------------------------------- |
|                | | | Troisième pièce en argent de la série de la Coupe du monde de football FIFA 2006 en Allemagne |
|                | Avers | Deux joueurs de football en train de se battre pour une balle avec les mentions FIFA FUSSBALL - WELTMEISTERSCHAFT et DEUTSCHLAND 2006. |                                                                                               |
| Revers         | L'aigle allemand, les douze étoiles de l'UE, la mention BUNDESREPUBLIK DEUTSCHLAND, la valeur faciale 10 EURO et le millésime 2005.                                                                                     | |                                                                                               |
| Artiste        | les graveurs allemands Lucia Maria Hardegen (face) et Erich Ott (revers) | |                                                                                               |
| Tranche        | DIE WELT ZU GAST BEI FREUNDEN et les marques des ateliers de frappe A D F G J | |                                                                                               |
|                | | Le parc national de Wald du Land de Bavière                                                                                            |                                                                                               |
|                | Avers | une vue du parc naturel et la mention BAYERISCHER WALD NATIONAL PARK.                                                                  |                                                                                               |
| Revers         | L'aigle allemand, les douze étoiles de l'UE, la mention BUNDESREPUBLIK DEUTSCHLAND, la valeur faciale 10 EURO, le millésime 2005 et la marque de l'atelier A, pour le Bayerisches Hauptmünzamt de Munich.               | |                                                                                               |
| Artiste        | Le graveur allemand Bodo Broschat, Berlin. | |                                                                                               |
| Tranche        | GRENZENLOSE WALDWILDNIS | |                                                                                               |
|                | | Le deux centième anniversaire de la mort du poète et écrivain Friedrich von Schiller.                                                  |                                                                                               |
|                | Avers | Le portrait de l'écrivain Friedrich von Schiller, avec autour les titres de ses principaux ouvrages                                    |                                                                                               |
| Revers         | L'aigle allemand, les douze étoiles de l'UE, la mention BUNDESREPUBLIK DEUTSCHLAND, la valeur faciale 10 EURO, le millésime 2005 et la marque de l'atelier G, pour le Staatliche Münzen Baden-Württemberg de Karlsruhe. | |                                                                                               |
| Artiste        | Le graveur allemand Carsten Theumer, Höhnstedt | |                                                                                               |
| Tranche        | ERNST IST DAS LEBEN · HEITER IST DIE KUNST | |                                                                                               |
|                | | Albert Einstein : 100 ans de relativité - E=MC²                                                                                        |                                                                                               |
|                | Avers | La formule de la relativité E=MC² avec le nom de son inventeur ALBERT EINSTEIN et la mention 100 JAHRE RELATIVITAT ATOME QUANTEN       |                                                                                               |
| Revers         | L'aigle allemand, les douze étoiles de l'UE, la mention BUNDESREPUBLIK DEUTSCHLAND, la valeur faciale 10 EURO, le millésime 2005 et la marque de l'atelier J, pour le Hamburgische Münze.                               | |                                                                                               |
| Artiste        | Le graveur allemand Heinz Hoyer, Berlin | |                                                                                               |
| Tranche        | NICHT AUFHÖREN ZU FRAGEN | |                                                                                               |
|                | | Magdeburg - 1200 ans |                                                                                               |
|                | Avers | La cathédrale datant du XIIIe siècle avec les mentions MAGDEBURG et 1200 JAHRE.                                                        |                                                                                               |
| Revers         | L'aigle allemand, les douze étoiles de l'UE, la mention BUNDESREPUBLIK DEUTSCHLAND, la valeur faciale 10 EURO, le millésime 2005 et la marque de l'atelier A, pour le Staatliche Münze Berlin.                          | |                                                                                               |
| Artiste        | Le graveur allemand Heinz Hoyer, Berlin | |                                                                                               |
| Tranche        | MAGADOBURG 805 - MAGDEBURG 2005 | |                                                                                               |
|                | | Centenaire du prix Nobel de la Paix de Bertha von Suttner                                                                              |                                                                                               |
|                | Avers | Le portrait de la jeune femme avec les mentions DIE WAFFEN NIEDER ! et 100 JAHRESTAG FRIEDENSNOBELPREIS FÜR BERTHA VON SUTTNER.        |                                                                                               |
| Revers         | L'aigle allemand, les douze étoiles de l'UE, la mention BUNDESREPUBLIK DEUTSCHLAND, la valeur faciale 10 EURO, le millésime 2005 et la marque de l'atelier F, pour le Staatliche Münzen Baden-Württemberg, Stuttgart.   | |                                                                                               |
| Artiste        | Le graveur allemand Bodo Broschat, Berlin | |                                                                                               |
| Tranche        | EIPHNH PAX FRIEDEN EIPHNH PAX FRIEDEN | |                                                                                               |

| Pièce de 100 € | Pièce de 100 € | Pièce de 100 € |                                                                                 |
| -------------- | --- | --- | ------------------------------------------------------------------------------- |
|                | | | Pièce en or de la série de la Coupe du monde de football FIFA 2006 en Allemagne |
|                | Avers | Un ballon au milieu d'un stade rempli de supporters. En légende, les mentions FIFA FUSSBALL - WELTMEISTERSCHAFT et DEUTSCHLAND 2006. |                                                                                 |
| Revers         | L'aigle allemand, les douze étoiles de l'UE, la mention BUNDESREPUBLIK DEUTSCHLAND, la valeur faciale 100 EURO, le millésime 2005 et les marques des ateliers de frappe A D F G J. | |                                                                                 |
| Artiste        | les graveurs allemands Heinz Hoyer (face) et Erich Ott (revers) | |                                                                                 |
| Tranche        | | |                                                                                 |

## Émissions en 2006
| Pièces de 10 € | Pièces de 10 € | Pièces de 10 € |                                                              |
| -------------- | --- | --- | ------------------------------------------------------------ |
|                | | | 250e anniversaire de la naissance de Wolfgang Amadeus Mozart |
|                | Avers | Le buste de l'artiste avec la mention WOLFGANG AMADEUS MOZART et les dates 1756-1791.                                                                                 |                                                              |
| Revers         | L'aigle allemand, les douze étoiles de l'UE, la mention BUNDESREPUBLIK DEUTSCHLAND, la valeur faciale 10 EURO, le millésime 2006et la marque de l'atelier D pour le Bayerisches Hauptmünzamt de Munich.   | |                                                              |
| Artiste        | le graveur allemand Jordi Regel | |                                                              |
| Tranche        | MOZART - DIE WELT HAT EINEN SINN | |                                                              |
|                | | Quatrième pièce en argent de la série de la Coupe du monde de football FIFA 2006 en Allemagne                                                                         |                                                              |
|                | Avers | la porte de Brandebourg sur un ballon centré sur une mappemonde avec les mentions FIFA FUSSBALL - WELTMEISTERSCHAFT et DEUTSCHLAND 2006.                              |                                                              |
| Revers         | L'aigle allemand, les douze étoiles de l'UE, la mention BUNDESREPUBLIK DEUTSCHLAND, la valeur faciale 10 EURO et le millésime 2006                                                                        | |                                                              |
| Artiste        | les graveurs allemands Lucia Maria Hardegen de Bonn pour l'avers et Erich Ott de Munich pour le revers | |                                                              |
| Tranche        | DIE WELT ZU GAST BEI FREUNDEN et la marque d'un des différents ateliers A D F G J | |                                                              |
|                | | 225e anniversaire de Karl Friedrich Schinkel, peintre et architecte prussien                                                                                          |                                                              |
|                | Avers | un maçon utilisant une équerre devant un mur avec les mentions KARL FRIEDRICH SCHINKEL et les dates 1781 – 1841.                                                      |                                                              |
| Revers         | L'aigle allemand, les douze étoiles de l'UE, la mention BUNDESREPUBLIK DEUTSCHLAND, la valeur faciale 10 EURO, le millésime 2006et la marque de l'atelier Staatliche Münzen Baden-Württemberg de Munich F | |                                                              |
| Artiste        | le graveur allemand Axel Bertram | |                                                              |
| Tranche        | DER MENSCH BILDE SICH IN ALLEM SCHÖN | |                                                              |
|                | | Les 800 ans de la ville de Dresde |                                                              |
|                | Avers | une vue des principaux bâtiments de la ville de Dresde (l'église Notre-Dame, le palais Cosel…) le long de l'Elbe avec les mentions 800 JAHRE DRESDEN et la date 2006. |                                                              |
| Revers         | L'aigle allemand, les douze étoiles de l'UE, la mention BUNDESREPUBLIK DEUTSCHLAND, la valeur faciale 10 EURO, le millésime 2006et la marque de l'atelier Staatliche Münze Berlin de Berlin A             | |                                                              |
| Artiste        | le graveur allemand Heinz Hoyer | |                                                              |
| Tranche        | | |                                                              |
|                | | Les 650 ans de la ligue hanséatique |                                                              |
|                | Avers | La vue d'un bateau de commerce du Moyen Âge avec les mentions 650 JAHRE STÄDEHANSE.                                                                                   |                                                              |
| Revers         | L'aigle allemand, les douze étoiles de l'UE, la mention BUNDESREPUBLIK DEUTSCHLAND, la valeur faciale 10 EURO, le millésime 2006et la marque de l'atelier Hamburgische Münze J                            | |                                                              |
| Artiste        | le graveur allemand Erich Ott | |                                                              |
| Tranche        | WANDEL DURCH HANDEL - VON DER HANSE NACH EUROPA | |                                                              |

| Pièce de 100 € | Pièce de 100 € | Pièce de 100 €                                                                           |                                                   |
| -------------- | --- | ---------------------------------------------------------------------------------------- | ------------------------------------------------- |
|                | |                                                                                          | Patrimoine culturel mondial de l'UNESCO – Weimar. |
|                | Avers | Des monuments de la ville de Weimar avec les légendes UNESCO WELTKULTURERBESTADT WEIMAR. |                                                   |
| Revers         | L'aigle allemand, les douze étoiles de l'UE, la mention BUNDESREPUBLIK DEUTSCHLAND, la valeur faciale 100 EURO, le millésime 2006 et les marques des ateliers de frappe A D F G J. |                                                                                          |                                                   |
| Artiste        | Le graveur allemand Dietrich Dorfstecher |                                                                                          |                                                   |
| Tranche        | |                                                                                          |                                                   |

## Émissions en 2007
| Pièces de 10 € | Pièces de 10 € | Pièces de 10 € |                                                                |
| -------------- | --- | --- | -------------------------------------------------------------- |
|                | | | 50e anniversaire de la réintégration de la Sarre à l'Allemagne |
|                | Avers | Une vue de la ville avec, en avant plan, quatre profils et la mention 50 JAHRE BUNDESLAND SAARLAND.                                                              |                                                                |
| Revers         | L'aigle allemand, les douze étoiles de l'UE, la mention BUNDESREPUBLIK DEUTSCHLAND, la valeur faciale 10 EURO, le millésime 2007 et la marque de l'atelier G pour le Staatliche Münzen Baden-Württemberg de Karlsruhe. | |                                                                |
| Artiste        | le graveur allemand Erika Binz-Blanke de Baden-Baden | |                                                                |
| Tranche        | DEUTSCHLAND * FRANKREICH * EUROPA | |                                                                |
|                | | 50e anniversaire du Traité de Rome |                                                                |
|                | Avers | Une représentation des premiers États de l'Europe dans des cercles concentriques d'étoiles avec la mention 50 JAHRE RÖMISCHE VERTRÄGE.                           |                                                                |
| Revers         | L'aigle allemand, les douze étoiles de l'UE, la mention BUNDESREPUBLIK DEUTSCHLAND, la valeur faciale 10 EURO et le millésime 2007 et la marque de l'atelier F pour le Staatliche Münzen Baden-Württemberg de Munich.  | |                                                                |
| Artiste        | le graveur allemand Carsten Mahn, Berlin | |                                                                |
| Tranche        | EUROPÄISCHE UNION o IN VIELFALT GEEINT | |                                                                |
|                | | 175e anniversaire de la naissance de Wilhelm Busch, dessinateur et poète                                                                                         |                                                                |
|                | Avers | Le portrait du poète avec son nom WILHELM BUSCH et les dates 1832 – 1908.                                                                                        |                                                                |
| Revers         | L'aigle allemand, les douze étoiles de l'UE, la mention BUNDESREPUBLIK DEUTSCHLAND, la valeur faciale 10 EURO, le millésime 2007 et la marque de la Bayerisches Hauptmünzamt de Munich,D                               | |                                                                |
| Artiste        | le graveur allemand Othmar Kukula, Neuhausen | |                                                                |
| Tranche        | WER RUDERT, SIEHT DEN GRUND NICHT | |                                                                |
|                | | Le cinquantième anniversaire de la Deutsche Bundesbank |                                                                |
|                | Avers | des bâtiments modernes devant un graphique avec la mention 50 JAHRE DEUTSCHE BUNDESBANK.                                                                         |                                                                |
| Revers         | L'aigle allemand, les douze étoiles de l'UE, la mention BUNDESREPUBLIK DEUTSCHLAND, la valeur faciale 10 EURO, le millésime 2007 et la marque de l'atelier J pour le Hamburgische Münze de Hambourg.                   | |                                                                |
| Artiste        | le graveur allemand Susanne Kraißer, Brême | |                                                                |
| Tranche        | PREISSTABILITÄT GEWÄHRLEISTEN | |                                                                |
|                | | Le 800e anniversaire de la naissance d'Élisabeth de Hongrie |                                                                |
|                | Avers | Une représentation de Sainte Élisabeth de Hongrie, encadrée de deux pauvres, d'un château et d'une église avec la mention 800 GEBURSTAG ELISABETH VON THÜRINGEN. |                                                                |
| Revers         | L'aigle allemand, les douze étoiles de l'UE, la mention BUNDESREPUBLIK DEUTSCHLAND, la valeur faciale 10 EURO, le millésime 2007 et la marque de l'atelier A pour le Staatliche Münze Berlin de Berlin.                | |                                                                |
| Artiste        | le graveur allemand Barbara G. Ruppel, Krailling | |                                                                |
| Tranche        | WIR SOLLEN DIE MENSCHEN FROH MACHEN | |                                                                |

| Pièce de 100 € | Pièce de 100 € | Pièce de 100 € |                                                   |
| -------------- | --- | --- | ------------------------------------------------- |
|                | | | Patrimoine culturel mondial de l'UNESCO – Lübeck. |
|                | Avers | Une vue de la ville de Lübeck avec les sept tours visibles entourée de la légende UNESCO WELTKULTURERBESTADT LÜBECK. |                                                   |
| Revers         | L'aigle allemand, les douze étoiles de l'UE, la mention BUNDESREPUBLIK DEUTSCHLAND, la valeur faciale 100 EURO, le millésime 2007 et les marques des ateliers de frappe A D F G J. | |                                                   |
| Artiste        | Le graveur allemand Bodo Broschat | |                                                   |

## Émissions en 2008
| Pièces de 10 € | Pièces de 10 € | Pièces de 10 € |                                                                                         |
| -------------- | --- | --- | --------------------------------------------------------------------------------------- |
|                | | | 200e anniversaire de la naissance du poète et peintre allemand romantique Carl Spitzweg |
|                | Avers | La représentation d'une de ses œuvres, le pauvre poète et la mention CARL SPITZWEG 1808-1885.                                                     |                                                                                         |
| Revers         | L'aigle allemand, les douze étoiles de l'UE, la mention BUNDESREPUBLIK DEUTSCHLAND, la valeur faciale 10 EURO, le millésime 2008 et la marque de la Bayerisches Hauptmünzamt de Munich,D.                              | |                                                                                         |
| Artiste        | le graveur allemand Hannes Bauer, Schönbrunn-Steinsdorf | |                                                                                         |
| Tranche        | ACH, DIE VERGANGENHEIT IST SCHÖN | |                                                                                         |
|                | | 150e anniversaire de la naissance de Max Planck                                                                                                   |                                                                                         |
|                | Avers | Le portrait de Max Planck, une représentation du spectres de rayonnement avec la mention MAX PLANCK - 50 JAHRE GEBURTSTAG.                        |                                                                                         |
| Revers         | L'aigle allemand, les douze étoiles de l'UE, la mention BUNDESREPUBLIK DEUTSCHLAND, la valeur faciale 10 EURO et le millésime 2008 et la marque de l'atelier F pour le Staatliche Münzen Baden-Württemberg de Munich.  | |                                                                                         |
| Artiste        | le graveur allemand Michael Otto, Rodenbach | |                                                                                         |
| Tranche        | DEM ANWENDEN MUSS DAS ERKENNEN VORAUSGEHEN | |                                                                                         |
|                | | 125eanniversaire de la naissance de Franz Kafka                                                                                                   |                                                                                         |
|                | Avers | Le portrait de Franz Kafka, à côté du dôme de la cathédrale St. Vitus (Katedrála svatého Víta) de Prague avec la mention FRANZ KAFKA - 1883-1924. |                                                                                         |
| Revers         | L'aigle allemand, les douze étoiles de l'UE, la mention BUNDESREPUBLIK DEUTSCHLAND, la valeur faciale 10 EURO, le millésime 2008 et la marque de l'atelier G pour le Staatliche Münzen Baden-Württemberg de Karlsruhe. | |                                                                                         |
| Artiste        | le graveur allemand Frantisek Chochola, Hambourg | |                                                                                         |
| Tranche        | EIN KÄFIG GING EINEN VOGEL SUCHEN | |                                                                                         |
|                | | Les cinquante ans du navire-école Gorch Fock II                                                                                                   |                                                                                         |
|                | Avers | Le navire-école avec la mention 50 JAHRE GORCH FOCK.                                                                                              |                                                                                         |
| Revers         | L'aigle allemand, les douze étoiles de l'UE, la mention BUNDESREPUBLIK DEUTSCHLAND, la valeur faciale 10 EURO, le millésime 2008 et la marque de l'atelier J pour le Hamburgische Münze de Hambourg.                   | |                                                                                         |
| Artiste        | le graveur allemand Frantisek Chochola, Hambourg | |                                                                                         |
| Tranche        | SEEFAHRT IST NOT | |                                                                                         |
|                | | Le disque de Nebra |                                                                                         |
|                | Avers | Le disque de Nebra avec la mention HIMMELSSCHEIBE VON NEBRA                                                                                       |                                                                                         |
| Revers         | L'aigle allemand, les douze étoiles de l'UE, la mention BUNDESREPUBLIK DEUTSCHLAND, la valeur faciale 10 EURO, le millésime 2008 et la marque de l'atelier A pour le Staatliche Münze Berlin.                          | |                                                                                         |
| Artiste        | le graveur allemand Bodo Broschat, Berlin | |                                                                                         |
| Tranche        | DER GESCHMIEDETE HIMMEL IM HERZEN EUROPAS | |                                                                                         |

| Pièce de 100 € | Pièce de 100 € | Pièce de 100 €                                                                |                                          |
| -------------- | --- | ----------------------------------------------------------------------------- | ---------------------------------------- |
|                | |                                                                               | Patrimoine mondial de l'UNESCO – Goslar. |
|                | Avers | Une vue de la ville de Goslar entourée de la légende UNESCO WELTERRBE GOSLAR. |                                          |
| Revers         | L'aigle allemand, les douze étoiles de l'UE, la mention BUNDESREPUBLIK DEUTSCHLAND, la valeur faciale 100 EURO, le millésime 2007 et les marques des ateliers de frappe A D F G J. |                                                                               |                                          |
| Artiste        | Le graveur allemand Wolfgang Th. Doehm, Stuttgart |                                                                               |                                          |